# 哈馬德·本·伊薩·阿勒哈利法
谢赫哈马德·本·伊萨·本·萨勒曼·阿勒哈利法（1950年1月28日—），KCMG，是巴林王国现任巴林国王（自2002年始）。他是巴林国前任埃米尔伊萨·本·萨勒曼·阿勒哈利法的儿子，在1999年其父逝世后继任埃米尔，从2002年起改称国王。

## 生平

### 早年
哈马德于1950年1月28日生于巴林首都麦纳麦以南的里法。长大后，他进入英国剑桥的莱斯学校完成了高中学业。后来，他又进入英国（包括桑德赫斯特皇家军事学院）、美国（包括莱文沃思堡）的军事学院深造。回国后，哈马德创建了巴林国防军。1964年被其父封为王储，其后兼任该国武装部队总司令。1971年巴林摆脱英国的保护国地位独立，哈马德任国防大臣。

### 统治

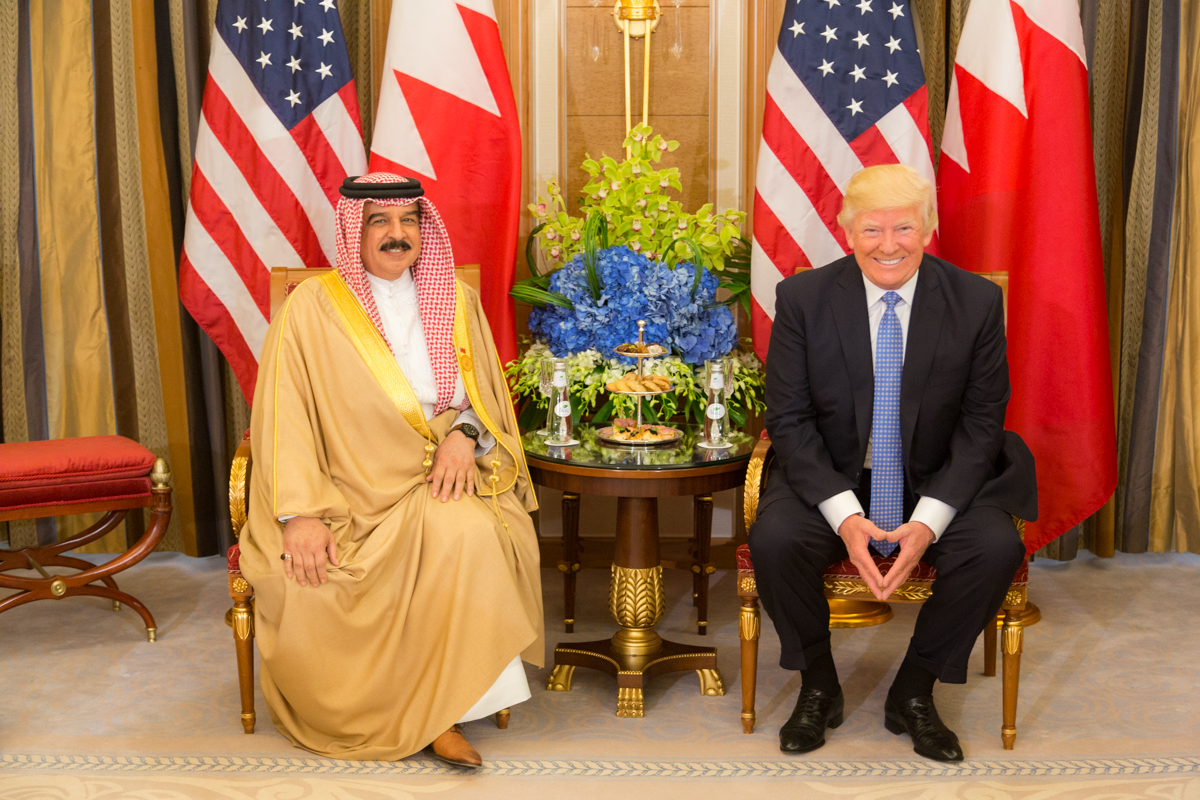
2017年5月，哈馬德國王接見美國總統唐納·川普

1999年3月6日哈马德的父亲伊萨埃米尔逝世，哈马德继位，成为巴林国第2任埃米尔，并兼任巴林国防军最高统帅及武装部队总司令。
继位后，哈马德埃米尔注意保持内、外政策的连贯性，实现了政权的平稳过渡。哈马德埃米尔在政治领域进行了一系列改革，包括大赦全国所有的政治犯，给予妇女选举权，并举行了议会选举。大赦国际赞扬哈马德的改革象征着“人权（发展）的历史性时期”。
2000年11月，哈马德埃米尔颁布敕令，宣布成立“民族宪章全国最高制定委员会”，负责制定民族宪章。2001年2月，巴林举行全国公投，以98.4％的支持率通过了《民族行动宪章》。2002年2月14日颁布《巴林王国宪法》，改国号“巴林国”为“巴林王国”，埃米尔殿下改称国王陛下，并修改国旗，确定新国歌。哈马德继任埃米尔后便决定恢复议会民主，在他称王的同年，原协商议会宣布解散，成立两院制议会，加强司法独立，实行三权分立。
佔巴林人口多數的什葉派在2011年發起反政府示威，要求推翻逊尼派王室。他宣布全國進入三個月緊急狀態，並出動軍隊武力鎮壓，這些舉措受到了一些國際組織和外國政府的譴責。

## 家庭
哈马德国王和王后谢哈·萨比卡·宾特·易卜拉欣·阿勒哈利法仍存活于世的子女有四位：
- 长子谢赫·萨勒曼·本·哈马德·本·伊萨·阿勒哈利法王储殿下；
- 次子谢赫·阿卜杜拉·本·哈马德·本·伊萨·阿勒哈利法亲王殿下；
- 三子谢赫·哈利法·本·哈马德·本·伊萨·阿勒哈利法亲王殿下；
- 长女谢哈·娜杰拉·宾特·哈马德·本·伊萨·阿勒哈利法公主殿下。

他的第二任妻子希拉·本·哈桑·赫拉耶什·阿吉米來自科威特，他們有兩個兒子：
- 四子谢赫·納賽爾·本·哈馬德·阿勒哈利法親王殿下；
- 五子谢赫·哈立德·本·哈马德·阿勒哈利法亲王殿下（英语：Khalid bin Hamad Al Khalifa）。

## 榮譽
- 英国 聖米迦勒及聖喬治名譽爵級司令勳章 (Honorary Knight Commander of the Order of St Michael and St George)
- 约旦 約旦之星勳章(大綬) (Grand Cordon of the Order of the Star of Jordan)
- 丹麦 丹麦国旗勋章大十字級 (Knight Grand Cross of the Order of the Dannebrog)
- 印度尼西亞 一等印度尼西亞共和國之星勳章 (Star of the Republic of Indonesia, 1st class)
- 毛里塔尼亚 一等國家功績勳章（英语：National Order of Merit (Mauritania)） (Order of Merit the Republic of Mauritania, 1st class)